# Estación de Bonne Nouvelle
La estación de Bonne Nouvelle es una estación de las líneas 8 y 9 del metro de París situada en la confluencia de los Distritos II, IX y X de la ciudad. Es, junto a Grands Boulevards, la única estación de la red que a pesar de pertenecer a dos líneas diferentes no ofrece conexiones entre ellas.

## Historia
La estación de la línea 8 fue inaugurada el 5 de mayo de 1931. La estación de la línea 9 se abrió poco después, el 10 de diciembre de 1933. 
Debe su nombre a la Iglesia de Notre-Dame-de-Bonne-Nouvelle, concluida en 1830 y que rinde culto a la Anunciación. 

## Descripción

### Estación de la línea 8
Se compone de dos andenes laterales de 105 metros de longitud y de dos vías. Está diseñada en bóveda elíptica revestida completamente de azulejos blancos planos. La bóveda dispone de un apoyo central para favorecer la estabilidad de la estructura en este tramo de la red que comparten las líneas 8 y 9.
Tanto la iluminación como la señalización son atípicas y fruto de una renovación realizada en el año 2000 para celebrar el centenario del metro parisino. En ambas el estilo usado hace un guiño al mundo del cine. La tipografía emplea es la misma que se emplea en el Hollywood Sign, la iluminación combina focos y neones como si de un set de rodaje se tratara. 
Los asientos, mucho más convencionales, son de color gris.

### Estación de la línea 9
Se compone de dos andenes laterales de 105 metros de longitud y de dos vías. En su diseño es idéntico a la estación de la línea 8. 

## Accesos
La estación dispone de seis accesos.
- Acceso 1: calle du Sentier
- Acceso 2: calle du faubourg Poissonnière
- Acceso 3: calle de Hautville
- Acceso 4: calle Mazagran
- Acceso 5: calle de la Lune
- Acceso 6: bulevar Bonne-Nouvelle